# Stora Näcktjärnen
Stora Näcktjärnen är en sjö i Filipstads kommun i Värmland och ingår i Göta älvs huvudavrinningsområde.